# Jan Gerard Waldorp
Jan Gerard Waldorp (Amsterdam, 12 augustus 1740 - 21 november 1808) was een Nederlandse kunstschilder. Hij is ook bekend geworden door zijn rol bij de totstandkoming van de Nationale Kunst-Galerij in Den Haag (1800-1805), voorloper van het Rijksmuseum in Amsterdam.

## Levensloop
Waldorp was leerling van A. Elliger en J.M. Quinckhard. Hij werkte van 1758 tot 1767 in Amsterdam. Vervolgens vertrok hij naar Haarlem, waar hij medebestuurder was van de Stadstekenacademie. In 1779 keerde hij terug naar Amsterdam. Twee jaar daarvoor, op 30 augustus 1776, trouwde hij met de weduwe Elisabeth van der Horst. Uit dit huwelijk werden geen kinderen geboren, maar Jan Gerard Waldorp erkende wel de zoon van Elisabeth en haar vorige echtgenoot Abel de Saaijer. Deze zoon, Abel de Saaijer junior, werd als enig (stief)kind door Jan Gerard Waldorp grootgebracht. Abel de Saaijer voegde later de naam van zijn stiefvader bij zijn eigen naam en noemde zich Abel de Saaijer Waldorp. Zijn zoon, de kunstschilder Antonie Waldorp droeg uitsluitend de naam van zijn stief-grootvader.
Waldorp verwierf naam als decoratieschilder van onder andere de decors van 'Burgerbuurt' en het 'Gotisch Paleis' in de nieuwe Amsterdamse schouwburg. Verder maakte hij aquarellen, tekeningen en etsen, vaak naar voorbeeld van oude meesters. In 1784 tekende hij de anti-Orangistische prent 'Ecce Proditor' (= zie de verrader), waarin Rijklof Michaël van Goens, de hertog van Brunswijk en prins Willem V aan de kaak worden gesteld. Ook schilderde Waldorp Rembrandts Nachtwacht na in waterverf. In 1800 werd Waldorp aangesteld als opzichter van de Nationale Kunst-Galerij in Den Haag.
- Biografisch Portaal: 85148864
- Digitale Bibliotheek voor de Nederlandse Letteren: wald005
- International Standard Name Identifier: 0000 0000 6708 6807
- Library of Congress Control Number: nr2007008716
- Nederlandse Thesaurus van Auteursnamen: 097602418
- RKD-Nederlands Instituut voor Kunstgeschiedenis: 82575
- Union List of Artist Names: 500014472
- Virtual International Authority File: 73821146
- WorldCat: E39PBJxRxrxCqyYhFbfyP7kRrq